# اچ‌ام‌اس آنسین (پی۵۱)
اچ‌ام‌اس آنسین (پی۵۱) (به انگلیسی: HMS Unseen (P51)) یک زیردریایی بود که طول آن ۵۸٫۲۲ متر (۱۹۱٫۰ فوت) بود. این زیردریایی در سال ۱۹۴۲ ساخته شد.